# Iwan Andrejewitsch Fahrensbach
 Iwan Andrejewitsch Fahrensbach (russisch Иван Андреевич Францбеков, Iwan Andrejewitsch Franzbekow; † nach 1658) war russischer Gouverneur in Totma.

## Leben
Iwan Fransbekow stammte aus der deutsch-baltischen Familie Fahrensbach. Er folgte seinem Bruder Dmitri Andrejewitsch Fahrensbach in russische Dienste. Am 24. Dezember 1625 hatte Iwan vom Djaken Gerassim Martemjanow das Landgut Holmetskom im Gebiet Rostow, mit mehr als 340 brach liegenden Ackerfeldern und weiteren 277 gepflügten Ackerfeldern sowie 20 Dessjatine Wälder und Moore, erhalten. In den Jahren 1630/31 bis mindestens 1644 war er Woiwode in Totma. Als sein Bruder Dmitri in Jakutsk 1652 in Ungnade fiel, verwendete er sich erfolglos beim Zaren für ihn. Im Jahre 1656 war er es, der für die russische Seite den Bündnisvertrag mit Brandenburg zu prüfen und zu übersetzten hatte, welcher vom kurfürstlichen Botschafter Jonas Kasimir Freiherr zu Eulenburg übermittelt wurde und auf einem Vertrag zwischen dem Deutschen Orden und Russland aus dem Jahre 1517 aufbaute.
Vermutlich waren es seine Söhne, die in der zweiten Hälfte des 17. Jahrhunderts jeweils mit dem Rang eines Polkownik bei der russischen Infanterie dienten.